# FC Montreal
O FC Montreal foi um time de futebol profissional canadense com sede em Montreal, Quebec, Canadá, que jogou na United Soccer League, o segundo nível do sistema de liga de futebol dos Estados Unidos .   A equipe serviu como equipe reserva do clube da Major League Soccer (MLS), Montreal Impact . 
O FC Montreal jogou seus jogos em casa no Saputo Stadium. Os jogos foram abertos ao público, gratuitamente. 
Em 9 de dezembro de 2016, o Montreal Impact assinou um contrato de afiliação com o Ottawa Fury FC, que havia ingressado recentemente na USL. Como resultado, o FC Montréal foi dissolvido. 